# Recoleta (Chile)
Recoleta é uma das 32 comunas que compõem a cidade de Santiago, capital do Chile.
A comuna limita-se: a norte com Huechuraba; a leste com Vitacura e Providencia; a sul com Santiago; a oeste com Independencia e Conchalí.